# Sid Ali Ferdjani
Sid Ali Ferdjani, né le 1er novembre 1976, est un gymnaste algérien.

## Biographie
Sid-Ali Ferdjani a fait ses débuts en gymnastique à l'âge de six ans.
En dépit des moyens financiers dont ne disposait pas son club, le Widad de Boufarik, il est devenu un athlète de compétition en 1992 grâce à une volonté farouche de réussir. Depuis, son parcours sportif est exemplaire avec un palmarès éloquent. Qu'on en juge : cet athlète, qui continue toujours à honorer l'Algérie, a obtenu son premier sacre en 1994. Il avait remporté une médaille d'argent aux championnats arabes en Egypte et encore une autre à Bari en 1992. Il avait remporté aussi cinq médailles d'or aux Jeux méditerranéens de Tunis. Il avait doublé la mise en 1999 aux Jeux africains lorsqu'il avait décroché deux médailles d'or.
Classé troisième meilleur sportif de l'année 2002, très ému d'avoir été honoré pour la troisième fois, Sid-Ali Ferdjani compte encore frapper d'autres grands coups en remportant d'autres titres lors des prochaines échéances et ce, grâce à un bon encadrement technique mais aussi grâce aux encouragements de sa famille.

## Palmarès

### Étapes de coupe du monde
- Médaille de bronze  Cheval d'arçons (Gent 2006) [5]

### Championnats d'Afrique
- Walvis Bay 1998
  -  Médaille d'or au Concours général par équipes

- Tunis 2000
  -  Médaille d'or au Cheval d'arçons
  -  Médaille d'or à la  Barre fixe
  -  Médaille d'or au Concours général par équipes
  -  Médaille d'argent au Concours général individuel

- Alger 2002
  -  Médaille d'or au Concours général individuel
  -  Médaille d'or au Concours général par équipes
  -  Médaille d'or au Cheval d'arçons
  -  Médaille d'or aux Barres parallèles
  -  Médaille d'or à la  Barre fixe
- Thiès 2004
  -  Médaille d'or à la  Barre fixe
  -  Médaille d'or au Concours général par équipes
- Le Cap 2006
  -  Médaille d'or au Concours général par équipes
  -  Médaille d'or au Cheval d'arçons
  -  Médaille de bronze  aux Barres parallèles
  -  Médaille de bronze à la  Barre fixe
- Le Caire 2009
  -  Médaille d'argent au Concours général par équipes
  -  Médaille d'or au Cheval d'arçons
  -  Médaille d'or à la  Barre fixe
- Tunis 2012
  -  Médaille d'argent au  Cheval d'arçons
  -  Médaille d'argent au Concours général par équipes
  -  Médaille de bronze  aux Barres parallèles

### Jeux africains
- Johannesburg 1999
  -  Médaille d'or  aux Barres parallèles
  -  Médaille d'or au Cheval d'arçons
  -  Médaille d'argent Concours général individuel
  -  Médaille de bronze à la  Barre fixe
  -  Médaille de bronze  au sol

- Abuja 2003
  -  Médaille d'or au Cheval d'arçons
  -  Médaille d'or à la  Barre fixe
  -  Médaille d'or au Concours général par équipes
  -  Médaille d'argent au Concours général individuel
- Alger 2007
  -  Médaille d'or au Concours général par équipes
  -  Médaille d'or au Cheval d'arçons
  -  Médaille d'argent au Concours général individuel
  -  Médaille d'argent  aux Barres parallèles
  -  Médaille de bronze aux anneaux

### Jeux panarabes
- Amman 1999
  -  Médaille d'or au Concours général individuel
  -  Médaille d'or au Concours général par équipes
  -  Médaille d'or au Cheval d'arçons
  -  Médaille d'or à la  Barre fixe
  -  Médaille d'or au sol
- Alger 2004
  -  Médaille d'or au Concours général par équipes
  -  Médaille d'or aux Barres parallèles
  -  Médaille d'argent au sol
- Le Caire 2007
  -  Médaille d'argent au Concours général individuel
  -  Médaille d'argent à la  Barre fixe
  -  Médaille de bronze aux Barres parallèles
  -  Médaille de bronze au Concours général par équipes

- Doha 2011
  -  Médaille d'or aux Barres parallèles
  -  Médaille d'argent au Concours général par équipes

### Jeux méditerranéens
- Bari 1997
  -  Médaille d'argent  au Cheval d'arçons

- Tunis 2001
  -  Médaille d'or au Cheval d'arçons

- Almería 2005
  -  Médaille d'argent  au Cheval d'arçons